# Lil' Romeo
Lil' Romeo, pseudonimo di Percy Romeo Miller Jr. (New Orleans, 19 agosto 1989), è un rapper, attore ed ex cestista statunitense.

## Biografia

### Carriera musicale
Romeo frequentò la Lexington Creek Elementary.
Prima di divenire famoso comparve in molti dischi del padre (Master P). A 11 anni seguì le orme del padre, diventando un entertainer.

### Carriera nella pallacanestro
Nell'estate 2006 Romeo fu invitato all'ABCD Camp, sponsorizzato da Reebok, uno dei più importanti training camp statunitensi per il basket. Il campo, organizzato a Teaneck, New Jersey è un evento di allenamento riservato a giovani atleti, cui precedentemente presero parte future star NBA come Tracy McGrady, Kobe Bryant, Stephon Marbury, Carmelo Anthony e LeBron James. Romeo fu incluso tra i primi venti giocatori del Camp e giocò nell'ABCD All-Star Game.

### Linea di abbigliamento
Romeo è CEO della PMiller Clothing Line. Le sue personali linee di abbigliamento sono la P. Miller Shorties e la Gumbo Station. Esiste anche una linea femminile firmata P.Miller.

## Carriera da attore
Ha iniziato la sua carriera come attore nel 2001, con il film Max Keeble alla riscossa, che lo vede fare un cameo interpretando sé stesso.
Nel 2003 nel film Honey interpreta il ruolo di Benny, un ragazzo di città con stile nel ballo, ma con una marcia in più rispetto agli altri. Accanto a lui nel film sono presenti anche Zachary Isaiah Williams e Jessica Alba. Ancora nel 2003 andò in onda il suo personale show televisivo, Romeo! su Nickelodeon. Romeo ha recitato con il padre in un film del 2005, dal titolo Uncle P. È comparso anche in God's Gift, uscito nel 2006. Di recente ha fatto un cameo, interpretando il ruolo di sé stesso, in Ned's Declassified School Survival Guide, come coach di rapping per le insegnanti.

## Discografia

### Album solisti
- 2001: Lil' Romeo
- 2002: game time
- 2004: Romeoland
- 2006: God's Gift
- 2008: High School Romance

### Album disponibili in download
- 2006: Lottery

### Raccolte
- 2006: Greatest Hits

### Album con i Rich Boyz
- 2005: Young Ballers: The Hood Been Good To Us

### Collaborazioni
- 2007: Hip Hop History (with Master P)

### Singoli
| Anno | Titolo                                              | Posizione in classifica | Posizione in classifica | Posizione in classifica | Album               |
| Anno | Titolo                                              | U.S.                    | U.S. R&B                | U.S. Rap                | Album               |
| ---- | --------------------------------------------------- | ----------------------- | ----------------------- | ----------------------- | ------------------- |
| 2001 | "My Baby"                                           | 3                       | 1                       | 1                       | Lil' Romeo          |
| 2002 | "The Girlies"                                       | -                       | 62                      | -                       | Lil' Romeo          |
| 2002 | "2-Way" (featuring Master P & Silkk the Shocker)    | -                       | 65                      | -                       | Game Time           |
| 2003 | "True Love" (featuring Solange Knowles)             | -                       | 116                     | -                       | Game Time           |
| 2003 | "Play Like Us"                                      | -                       | -                       | -                       | Game Time           |
| 2004 | "My Cinderella" (featuring Nick Cannon)             | -                       | -                       | -                       | Romeoland           |
| 2004 | "My Girlfriend" (featuring Intyana)                 | -                       | -                       | -                       | Romeoland           |
| 2006 | "U Can't Shine Like Me" (featuring Young V & C-Los) | -                       | -                       | -                       | God's Gift          |
| 2006 | "Shine"                                             | -                       | -                       | -                       | Lottery             |
| 2006 | "Won't Stop, Can't Stop"                            | -                       | -                       | -                       | God's Gift          |
| 2006 | "We Can"                                            | -                       | -                       | -                       | God's Gift          |
| 2007 | "Special Girl" (featuring Marques Houston)          | -                       | 58                      | -                       | Gumbo Station       |
| 2007 | "Rainman" (with Master P)                           | -                       | -                       | -                       | Hip Hop History     |
| 2008 | "Get Low wit it" (featuring Akon)                   | -                       | -                       | -                       | High School Romance |

### Collaborazioni su singoli
| Anno | Titolo                                                                 | Posizione in classifica | Posizione in classifica | Posizione in classifica | Album                      |
| Anno | Titolo                                                                 | U.S.                    | U.S. R&B                | U.S. Rap                | Album                      |
| ---- | ---------------------------------------------------------------------- | ----------------------- | ----------------------- | ----------------------- | -------------------------- |
| 2001 | "Parents Just Don't Understand" Lil'Romeo feat. 3LW & Nick Cannon      | 6                       | 4                       | -                       | "Jimmy Neutron Soundtrack" |
| 2001 | "That's Kool (Remix)" Silkk the Shocker feat. Lil'Romeo & Lil' D       | 115                     | 51                      | -                       | "My World, My Way"         |
| 2002 | "Tell Me a Story (About the Night Before)" Hilary Duff feat. Lil'Romeo | -                       | -                       | -                       | "Santa Claus Lane"         |
| 2002 | "Hush Lil' Lady" Lil' Corey feat. Lil'Romeo & Lil'Reema                | 63                      | 37                      | -                       | "I'm Just Corey"           |
| 2005 | "I Need Dubs" Master P feat. Lil'Romeo                                 | -                       | 101                     | -                       | "Ghetto Bill"              |

## Filmografia

### Cinema
- Max Keeble alla riscossa (Max Keeble's Big Move), regia di Tim Hill (2001)
- Honey, regia di Bille Woodruff (2003)
- Jumping the Broom - Amore e altri guai (Jumping the Broom), regia di Salim Akil (2011)
- Madea - Protezione testimoni (Madea's Witness Protection), regia di Tyler Perry (2012)
- Jarhead, regia di Sam Mendes (2016)

### Televisione
- Casa Hughley (The Hughleys) – serie TV, episodio 4x09 (2001)
- Taina – serie TV, episodio 2x13 (2002)
- One on One – serie TV, episodio 3x10 (2003)
- Romeo! – serie TV, 53 episodi (2003-2006)
- Ned - Scuola di sopravvivenza (Ned's Declassified School Survival Guide) – serie TV, episodio 1x13 (2005)
- Jimmy fuori di testa (Out of Jimmy's Head) – serie TV, episodio 1x20 (2008)
- The Defenders – serie TV, episodio 1x08 (2010)
- The Cape – serie TV, episodio 1x09 (2011)
- Charlie's Angels – serie TV, episodio 1x07 (2011)
- How to Rock – serie TV, episodio 1x19 (2012)
- Empire – serie TV, 3 episodi (2016)
- Famous in Love – serie TV, 5 episodi (2018)

### Doppiatore
- I Rugrats da grandi (All Grown Up!) – serie animata, episodio 1x11 (2004)